# Tomos ATX 50 c
Tomos ATX 50C je enduro motocikel, ki ga je proizvajalo podjetje Tomos od leta 1988 do leta 2002. Njegov predhodnik je bil Tomos BT50, ki je že v serijski izvedbi dosegel hitrost 80 km/h. 
Prvi modeli so bili Tomos ATX 50 (brez C) od leta 1985 do začetka leta 1988. Od leta 1988 naprej pa z oznako C. 
Poganja ga agregat, ki pri 5500 obratih dosega 2,0 kW (2,8 KM), menjalnik pa ima 5 nožnih prestav. Porabi okoli 2,1 l goriva na 100 km (l/100km). Nosilnost motocikla je 150 kg, masa pa 70 kg. Končna hitrost je omejena na 50km/h. Motocikel nudi relativno velik skladiščni prostor v notranjosti sedeža, ki se preprosto odpre s prikrito ročico pod sedežem, nekateri modeli so imeli tudi zaklep tega predala. Kot dodatno opremo so ponujali tudi obratomer.
Tomos ATX 50 C je imel vidnejšo vlogo tudi v filmu Poletje v školjki, kot prevozno sredstvo bogatejše mladine.

## Oblikovanje
Leta 1980 je Igor Rosa prevzel v Tomosu oblikovanje modelov motornih koles. Njegov pristop je odločilno pripomogel k oblikovanju modelov ATX, BT in CTX, ki si delijo več skupnih elementov, kar je racionaliziralo proizvodnjo.
Igor Rosa je za oblikovanje mopeda Tomos ATX 50c dobil kar dve oblikovalski nagradi: Slovenian Design Award 2004 in Timeless Slovenian Design.
ATX 50C ima tipično diagonalno vizualno shemo, ki jo je določil položaj voznika in je nastala na osnovi ergonomske študije stičnih točk med voznikom in mopedom, pozornost pa je bila namenjena tudi aerodinamiki.